# Armand Behic
Louis Henri Armand Behic, född 15 januari 1809, död 2 mars 1891, var en fransk politiker.
Behic var deputerad 1846–1848, 1867–1870 och 1876–1879, sista gången som bonapartist. Åren 1849–1851 var han statsråd och 1863–1867 var Behic minister för åkerbruk, handel och offentliga arbeten. Som sådan slöt han 1865 ett handelstraktat med Sverige-Norge och besökte då Stockholm. Han blev kommendör med stora korset av Nordstjärneorden samma år.